# Thomas Busin
Thomas Busin (* 5. Juni 1958 in St. Gallen) ist ein schweizerischer Tischtennisspieler. Er ist vielfacher nationaler Meister und erster Tischtennisprofi der Schweiz.

## Werdegang
Thomas Busin begann seine Karriere beim Verein Young Stars Zürich. Sein Germanistik-Studium an der Universität Zürich beendete er 1981, um fortan seinen Lebensunterhalt als Tischtennisprofi zu verdienen. Er ist der erste schweizerische Tischtennisprofi. 1981 wechselte er in die deutsche Bundesliga zu Eintracht Frankfurt, wo er ein Jahr lang blieb. Danach ging er in die Schweiz zum TTC Wil zurück. An der Universität Zürich nahm er wieder ein Studium in den Fächern Pädagogik, Philosophie und Publizistik auf.
Zwischen 1977 und 1991 wurde Busin siebenmal im Einzel und zehnmal im Doppel (mit Jurek Barcikowski und Stefan Renold) Schweizerischer Meister. Von 1977 bis 1989 wurde er für die Teilnahme an allen sieben Weltmeisterschaften nominiert. Zudem vertrat er die Schweiz bei mehreren Europameisterschaften.
Sein größter internationaler Erfolg war der Gewinn der Studentenweltmeisterschaft 1981 im Mixed mit einer Koreanerin.

## Turnierergebnisse
| Verband | Veranstaltung     | Jahr | Ort        | Land | Einzel     | Doppel    | Mixed        | Team |
| ------- | ----------------- | ---- | ---------- | ---- | ---------- | --------- | ------------ | ---- |
| SUI     | Weltmeisterschaft | 1989 | Dortmund   | FRG  | Qual       | Qual      | keine Teiln. | 34   |
| SUI     | Weltmeisterschaft | 1987 | New Delhi  | IND  | Qual       | Qual      | keine Teiln. | 36   |
| SUI     | Weltmeisterschaft | 1985 | Göteborg   | SWE  | letzte 64  | Qual      | Qual         | 30   |
| SUI     | Weltmeisterschaft | 1983 | Tokio      | JPN  | letzte 128 | Qual      | Qual         | 29   |
| SUI     | Weltmeisterschaft | 1981 | Novi Sad   | YUG  | letzte 64  | letzte 64 | letzte 64    | 31   |
| SUI     | Weltmeisterschaft | 1979 | Pyongyang  | PRK  | letzte 128 | letzte 64 | Qual         | 25   |
| SUI     | Weltmeisterschaft | 1977 | Birmingham | ENG  | letzte 128 | letzte 64 | Qual         | 30   |